# 賈鴻洙
賈鴻洙（？—1633年），字宪仲（献仲），号孔瀾，保定府清苑縣民籍。明朝政治人物。

## 生平
萬曆三十一年（1603年）癸卯科舉人，四十四年（1616年）中丙辰科進士，授户部主事，管太仓银库，四十七年升雲南司郎中，天啓二年（1622年）三月升陕西布政使司右参议、分守关内道，四年升河南副使，丁憂歸，五年舉卓异，七年五月起復河南副使、分守怀庆，升陕西提学右參政。崇禎二年升任河南按察使，三年升山西右布政使，四年升本省左布政使，六年以疾卒于官。鸿洙学识渊邃，器气硕整。性孝，父殁，构思成堂于墓侧，居其中者三年。分守怀庆，以不即建魏忠贤生祠，几为所倾。提学陕西，有关西夫子之称。莅官三十年，两举卓异，召见赐宴。居家让产异母弟，人咸称之。

## 家族
曾祖賈文卿，商河主簿；祖父賈允中。父贾钶，字太承，万历丁酉举人，知猗氏县，擢大理寺正，迁户部郎中。母赵淑人。
娶刘氏，封恭人。有三子：尔霖、尔梅、尔棨。贾尔梅字羹署，顺治丙戌举人，以事母不仕，年七十二卒，著有《若庵诗集》、《玉立山房文集》、《世纶堂杂著》共二十卷。

## 著作
賈鴻洙在陕西任職時，曾組織编纂明代陕西诗歌总集《周雅续》。又著有《鸣鹤堂集》、《四书圣諦测》三十八卷。